# Darren Shan (manga)
Ne doit pas être confondu avec l'écrivain Darren Shan.
Darren Shan (ダレン・シャン, Daren Shan) est un manga dessiné par le mangaka Takahiro Arai d'après les romans L'Assistant du vampire écrits par Darren Shan. Il a été prépublié entre 2006 et 2009  dans le magazine Weekly Shōnen Sunday de l'éditeur Shōgakukan et a été compilé en un total de douze tomes. La version française est publiée en intégralité par Pika Édition.

## Personnages
Darren Shan (ダレン・シャン, Daren Shan)
Le héros de la série. Il a un intérêt particulier pour les araignées. Transformé en semi-vampire par Mr Crepsley, il deviendra son assistant et apprentis.
Steve Leonard (スティーブ・レナード, Sutību Renādo)
Le meilleur ami de Darren au début de l'histoire. Il a un grand intérêt pour les monstres.
Larten Crepsley (ラーテン・クレプスリー, Rāten Kurepusurī)
Un vampire qui fait de Darren son assistant. Autrefois il portait le nom de Vur Horston et a fait peindre son portrait, portrait qui va permettre à Steve de le reconnaître, entraînant la suite de l'histoire.
Evra Von : C'est un garçon serpent, ami de Darren .
Hibernius Tall : Directeur du cirque de l'étrange.
Madame Octa: Araignée très particulière de Mr Crepsley. Darren et lui peuvent la manipuler à l'aide d'une flûte. 
Annie Shan : Petite sœur de Darren. 
Sam Grest : jeune garçon amical qui souhaiterait rejoindre le cirque de l'étrange. Il devient ami avec Darren et Evra au tome 2 et lui présentera Reggie Veggie.
Il meurt dévoré par l'homme-loup du cirque dans le même tome.
Reggie Veggie : ami de Sam Grest, c'est un militant écologiste qui perdra ses deux mains en voulant libérer l'homme-loup au tome 2. Il réapparaîtra au tome 8 sous le nom de "Reggie Vampirik".  
Gavner Purl : général vampire et ami de Mr Crepsley, il fait la connaissance de Darren au tome 3. 
Amical et sympathique il mourra au tome 5. Sa petite amie n'a aucun goût en matière de caleçons. 
Debbie Hemlock : copine de Darren. Ils se sont rencontrés dans la ville natale de Mr Crepsley au tome 3. Elle deviendra son prof d'anglais au tome 8.
Desmond Tiny : personnage effrayant et autoritaire, il possède une montre en forme de cœur humain et semble tout droit sortit de l'enfer.
Il commande les "petits hommes" et semble avoir une vue d'ensemble sur absolument tout y compris l'avenir.
Le Gauche : Un des petits hommes de Mr Tiny. Il deviendra l'ami de Darren. On apprend au tome 4 que son vrai nom est Harkat Mulds.
Seba Nile :  intendant de la montagne des vampires, il est le maître et ami de Mr Crepsley. Très sage et respecté, il a une grande connaissance des araignées et sera ravit quand Mr Crepsley lui offrira Mme Octa.
Kurda Smahlt : futur prince des vampires, il est d'un naturel sympathique. Il lutte pour la paix entre vampires et vampirik mais il sera exécuté par ses pairs pour traîtrise après avoir introduit des vampiriks dans la montagne .
Arra Sails : femme vampire, elle a un caractère bien trempé, refusant de serrer la main à toute personne qu'elle ne respectera pas. Combattante hors pair, elle est l'ancienne compagne de Mr Crepsley. Elle sera tuée après avoir combattu les vampiriks entrés dans a montagne grâce à Kurda.
Paris Skyle : doyen des vampires avec l'âge honorable de 800 ans, il est l'un des princes des vampires. Il est d'une très grande sagesse.
Mika Ver Leth : Combattant aguerri, il est le plus jeune des princes des vampires.
Arrow : prince des vampires autrefois marié à une humaine, il est le plus fervent opposant à une alliance avec les vampiriks qui sont responsables de la mort de sa femme.
Vancha March : prince des vampires vivant hors de la montagne, il est sympathique. Cependant il est persuadé qu'il peut progressivement s'habituer au soleil et son caractère est pour le moins atypique. 
Autrefois semi-vampirik avec son frère Gannen, il sera vampirisé par Seba Nile car il ne supporte plus la tuerie gratuite du mode de vie vampirik.
Dame Evanna : sorcière polymorphe. C'est elle qui a fait à Mr Crepsley la cicatrice qu'il a sur la joue. Elle a un liens avec Mr Tiny.
Gannen Harst : frère de Vancha, il est du clan des vampiriks. A la solde du prince des vampiriks, il devra se battre contre son propre frère, ce qui les fera souffrir tous les deux.
Le Seigneur des Vampiriks : guide et maître de tous les vampiriks, il est nommé pour la première fois au tome 6. On apprendra plus tard qu'il s'agit en réalité de Steve Léonard.

## Volumes
Liste des volumes français :
- 1 : Le Cirque de l’étrange
- 2 : L’Assistant du vampire
- 3 : Galeries sanglantes
- 4 : La Montagne des vampires
- 5 : Les Épreuves de la mort
- 6 : Le Prince des vampires
- 7 : Les Chasseurs du crépuscule
- 8 : Les Alliés de la nuit
- 9 : Les Tueurs de l'aube
- 10 : Le Lac des âmes
- 11 : Le Seigneur des ombres
- 12 : Les Fils du destin